# Junonia neglecta
Junonia neglecta är en fjärilsart som beskrevs av Swinhoe 1899. Junonia neglecta ingår i släktet Junonia och familjen praktfjärilar. Inga underarter finns listade i Catalogue of Life.